# Hvammsfjörður
Il Hvammsfjörður è un fiordo situato nella regione del Vesturland, nella parte occidentale dell'Islanda.

## Descrizione
È un fiordo laterale del Breiðafjörður ed è separato da esso da un gran numero di piccole isole. Il fiordo ha forma di una L o di uno stivale, è lungo circa 40 km e largo circa 9 km. La sponda nord forma la penisola di Klofningsnes, che termina con la punta Klofningur; la riva sud forma la penisola di Snæfellsnes. La città più grande del fiordo è Búðardalur, che si trova sulla riva orientale ed è l'insediamento principale del comune di Dalabyggð, nel cui territorio si trova il Hvammsfjörður.
La saga di Laxdæla, che è la saga del popolo di Laxárdalur, fa riferimento alla valle del fiume Laxá í Dölum, che sfocia nel fiordo a sud di Búðardalur.
Forti correnti si formano negli stretti canali tra le isole, tanto che si è valutato di sfruttare le maree per la produzione di energia idroelettrica.

## Accesso
Il fiordo è raggiungibile tramite la strada T590 Klofningsvegur che corre intorno alla penisola settentrionale; la S60 Vestfjarðavegur passa a est, mentre la S54 Snæfellsnesvegur corre a sud.